# Norasuma kolga
Norasuma kolga är en fjärilsart som beskrevs av Druce 1887. Norasuma kolga ingår i släktet Norasuma och familjen silkesspinnare. Inga underarter finns listade i Catalogue of Life.